# Tuffi ai III Giochi europei - Piattaforma 10 metri sincro maschile
La competizione della piattaforma 10 metri sincro maschile ai Giochi europei di Kraków Małopolska 2023 si è svolta il 25 giugno 2023, presso l'Arena dei tuffi di Rzeszów, in Polonia. Per la prima volta, i campionati europei di tuffi sono stati integrati nei Giochi europei, la competizione ha quindi assegnato anche il titoli dell'8ª edizione dei campionati europei di tuffi.
La finale si è svolta alle ore 15:00.

## Risultati
| Class   | Nazione       | Tuffattori                                 | T1    | T2    | T3    | T4    | T5    | T6    | Totale |
| ------- | ------------- | ------------------------------------------ | ----- | ----- | ----- | ----- | ----- | ----- | ------ |
| Oro     | Ucraina       | Kirill Boliuch Oleksij Sereda              | 52.80 | 49.80 | 83.52 | 73.92 | 55.50 | 83.16 | 398.70 |
| Argento | Italia        | Riccardo Giovannini Eduard Timbretti Gugiu | 48.00 | 46.80 | 61.20 | 78.72 | 80.19 | 73.92 | 388.83 |
| Bronzo  | Gran Bretagna | Ben Cutmore Matthew Dixon                  | 49.80 | 48.00 | 77.76 | 70.38 | 72.36 | 54.39 | 372.69 |
| 4       | Germania      | Timo Barthel Jaden Eikermann               | 50.40 | 47.40 | 67.20 | 65.34 | 58.14 | 68.16 | 356.64 |
| 5       | Polonia       | Filip Jachim Robert Łukaszewicz            | 49.80 | 46.80 | 62.10 | 64.32 | 66.33 | 63.36 | 352.71 |
| 6       | Francia       | Gary Hunt Loïs Szymczak                    | 49.80 | 48.60 | 48.60 | 55.44 | 67.20 | 46.20 | 315.84 |
| 7       | Armenia       | Marat Grigoryan Vladimir Harutyunyan       | 34.80 | 43.80 | 55.80 | 53.94 | 65.28 | 52.80 | 306.42 |